# Schlachtrufe BRD
Schlachtrufe BRD ist eine unregelmäßig erscheinende Samplerreihe mit ausgewählten Punksongs.
Die erste Ausgabe erschien am 1. Mai 1990, die darauffolgenden Ausgaben meist im Abstand von einem bis drei Jahren. Das musikalische Spektrum bewegt sich meist zwischen Punkrock, Oi! und Hardcore Punk. Der Großteil der musikalischen Beiträge auf den Samplern wird von deutschen Bands vertreten.
Die Compilation ist politisch autonom und linksradikal ausgerichtet. Sie wurde zunächst vom Label „A.M. Music“ verlegt, inzwischen liegen die Rechte bei „Nix-Gut Records“.
Ihren Erfolg hat die Sampler-Reihe vor allem einem Monitor-Bericht zu verdanken, in dem Eltern aufgefordert wurden, die CD-Sammlung ihrer Kinder nach der „Schlachtrufe BRD Vol. I“ zu durchsuchen, da die Texte dieser CD gewaltverherrlichend seien.

## Diskografie

### Schlachtrufe BRD
Erschienen am 1. Mai 1990.

Auf dem Sampler vertretene Bands:
- Ausbruch
- Boskops
- Chaos Z
- Idiots
- Inferno
- Maniacs
- Normahl
- Tin Can Army

### Schlachtrufe BRD II
Der zweite Teil der Samplerreihe erschien am 1. Mai 1992.
Auf der ersten Version des Samplers ist das Lied „Kein Gerede“ der Band WIZO enthalten. 1995 wurden WIZO wegen dieses Liedes angezeigt und wegen des „Aufrufs zur Gewalt“ verurteilt, worauf die Band das dazugehörige Album „Für’n Arsch“ vom Markt nahm und mit einer Karaoke-Version von „Kein Gerede“ neu veröffentlichte.
Auf späteren Pressungen des Samplers wurde der Beitrag von WIZO durch das Lied „Seid betroffen“ der Band Public Toys ersetzt.
Auf dem Sampler vertretene Bands:
- AufBruch
- Die Skeptiker
- Fluchtpunkt Terror
- Geistige Verunreinigung
- Kapitulation B.o.N.n.
- Molotow Soda
- Public Toys (auf späteren Pressungen statt WIZO)
- Razzia
- Sluts
- V-Mann Joe
- WIZO (nur auf alten Pressungen)

### Schlachtrufe BRD III
Erschienen am 20. Mai 1994.

Auf dem Sampler vertretene Bands:
- Abfallsozialprodukt
- Anfall
- B.S.H.G.
- Daily Terror
- Dritte Wahl
- Fluchtpunkt Terror
- Die Fremden
- Geistige Verunreinigung
- The Pig Must Die
- Terrorgruppe
- Toxoplasma
- V-Mann Joe
- Die Zusamm-Rottung
- Dödelhaie

### Schlachtrufe BRD IV
Erschienen am 1. November 1995.

Auf dem Sampler vertretene Bands:
- Die Ärzte
- Bums
- Chaos Z
- Dritte Wahl
- Härter bis wolkig
- Kapitulation B.o.N.n.
- Morgentot
- Rawside
- S.I.K.
- Terrorgruppe
- Slut's N
- Split Image
- Toxic Walls
- Die Zusamm-Rottung

### Schlachtrufe BRD V
Erschienen am 24. November 1997.

Auf dem Sampler vertretene Bands:
- Bums
- Daily Terror
- Fahnenflucht
- Kapitulation B.o.N.n.
- Kinder vom Bahnhofsklo
- L.A.R.S.
- Missbrauch
- Morgentot
- Rawside
- Rejects
- S.I.K.
- Toxoplasma
- Troopers
- Zaunpfahl
- Die Zusamm-Rottung

### Schlachtrufe BRD VI
Erschienen am 4. Dezember 2000.
Auf dem Sampler vertretene Bands:
- Baffdecks
- Betontod
- Die Cadizier
- Fahnenflucht
- Frustkiller
- Junge Union
- Morgentot
- Planlos
- Popperklopper
- Räubertochter
- Schandfleck
- Schlusspunkt
- Sprengsatz
- Thanheiser
- Troopers
- Überflüssig
- Untergangskommando

### Schlachtrufe BRD VII
Erschienen am 26. November 2004.

Auf dem Sampler vertretene Bands:
- Abwärts
- A.C.K.
- Bubonix
- Daily Terror
- Dritte Wahl
- Fahnenflucht
- Kapitulation B.o.N.n.
- L.A.K.
- Molotow Soda
- Popperklopper
- Rawside
- Razzia
- Rubberslime
- S.I.K.
- Die schwarzen Schafe
- Terrorgruppe
- Zaunpfahl

### Schlachtrufe BRD VIII
Erschienen am 6. November 2006.

Auf dem Sampler vertretene Bands:
- Absturtz
- Atemnot
- Betontod
- Daily Terror
- Die Gefahr
- Fahnenflucht
- Gumbles
- Heiterinsverderben
- Kafkas
- Kreftich
- Die Kolporteure
- L.A.K.
- Missbrauch
- No Exit
- OHL
- Peccavi
- Pestpocken
- Schmutzige Taten
- S.I.K.
- Splash
- Tpunkterror
- Wahre Lügen
- Wehrlos

### Schlachtrufe BRD VIIII (Schlachtrufe BRD IX auf neuem Cover)
Erschienen am 14. November 2008.

Auf dem Sampler vertretene Bands:
- Alarmsignal
- Antigen
- Atemnot
- Ben Gun
- Berliner Weisse
- Borderpaki
- BRDigung
- Die Bockwurschtbude
- Die Siffer
- Einsturz
- ESA-Zecken
- Fahrlässig
- Fallobstfresser
- Freibeuter AG
- Kafkas
- Kein Kompromiss
- Kollektiver Brechreiz
- Ladehemmung
- Missbrauch
- Pöbel & Gesocks
- Schlepphoden
- Speichelbroiss
- Take Shit
- Wehrlos
- White Flags Burning

## Tribut-Sampler Deutschpunk Schlachtrufe 2018
Am 2. Februar 2018 veröffentlichte das Berliner Label Funk Turry Funk einen Tribut-Sampler für die Schlachtrufe BRD. Der Sampler erschien digital unter dem Titel Deutschpunk Schlachtrufe 2018. Seine Erlöse werden an Kein Bock auf Nazis gespendet. 21 Bands coverten deutschsprachige Punksongs.
Auf dem Sampler vertretene Bands:
- As We Go
- Dashcoigne
- The Deadnotes
- The Dimensions
- Great Escapes
- Grillmaster Flash
- Hell & Back
- Kitty in a Casket
- Kochkraft durch KMA
- Krawehl
- Lester
- Marathonmann
- Minipax
- Primetime Failure
- The Prosecution
- Skin of Tears
- Spit Pink
- Start a Fire
- Team Stereo
- Überyou

## Rezeption
Die 1980 geborene Musikerin Stefanie Schrank veröffentlichte im Jahr 2024 eine EP mit acht Songs unter dem Titel „Schlachtrufe BRD“.